# (91133) 1998 HK151
(91133) 1998 HK151, também escrito como (91133) 1998 HK151, é um objeto transnetuniano que foi descoberto no dia 28 de abril de 1998, pelo Observatório de Mauna Kea. Ele é classificado como um plutino, pois, este objeto está em uma ressonância orbital de 02:03 com o planeta Netuno. o mesmo possui uma magnitude absoluta (H) de 7,62 e, tem cerca de 133 km de diâmetro.
(91133) 1998 HK151 tem o menor e, portanto, mais azul índice de cor que qualquer outro objeto transnetuniano. Em 24 de maio de 2000, (91133) 1998 HK151 estabeleceu um recorde entre os TNOs com baixo B-V de 0,51. Vermelhidão do espectro é causada por irradiados cósmica pela radiação ultravioleta e partículas carregadas. Tornando-se mais azul no espectro é causada por colisões expondo o interior de um objeto.

## Órbita
A órbita de (91133) 1998 HK151 tem um semieixo maior de 39.279 UA e um período orbital de cerca de 246 anos. O seu periélio leva o mesmo a 30.391 UA do Sol e seu afélio a uma distância de 48.166 UA.